# Victor Cosson
Victor Cosson (Lorges, 11 ottobre 1915 – Boulogne-Billancourt, 18 giugno 2009) è stato un ciclista su strada, pistard e ciclocrossista francese.

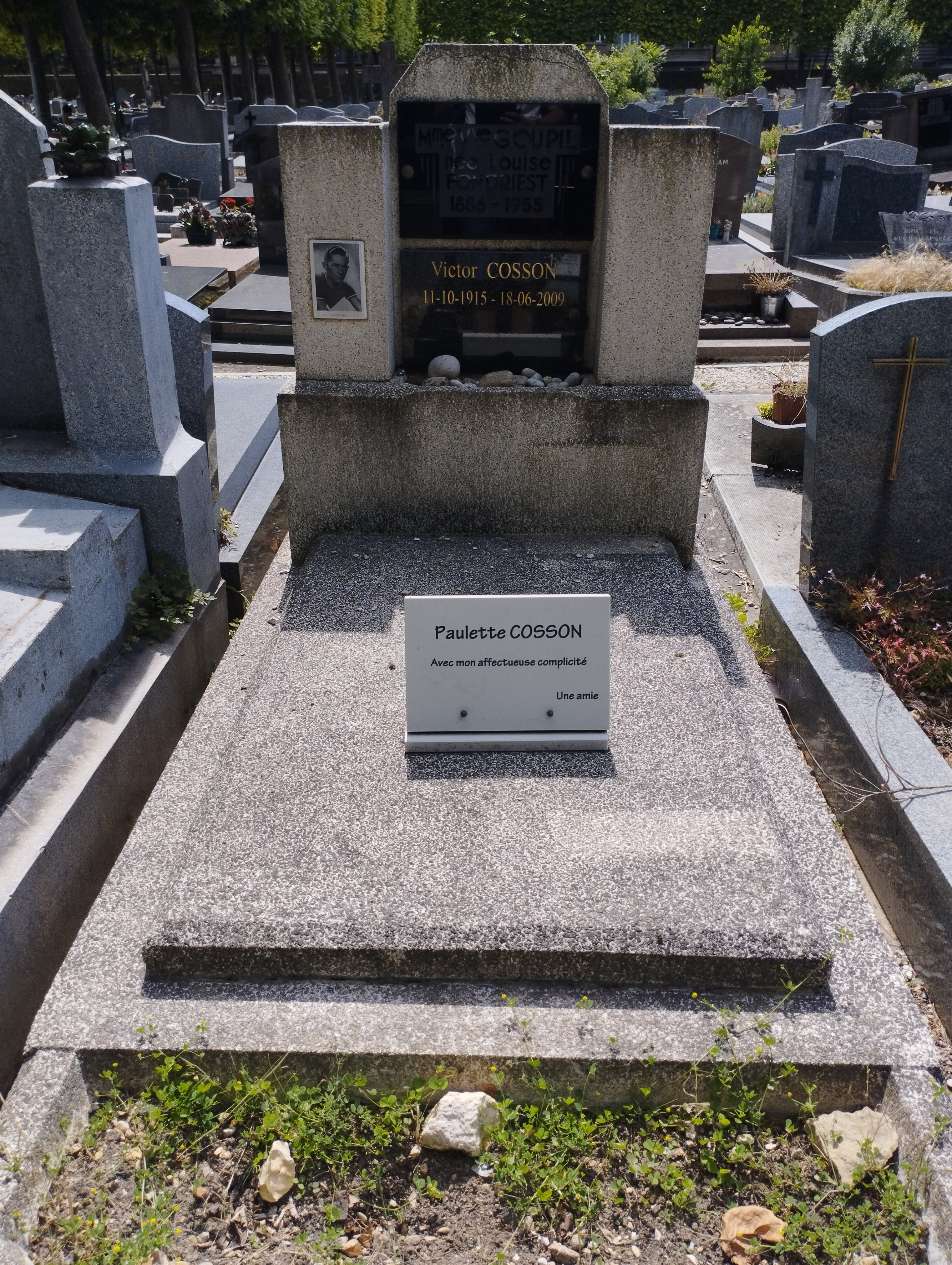
Tomba di Victor Cosson a Boulogne-Billancourt

Professionista dal 1937 al 1950, fu terzo nel Tour de France 1938 e vinse una Parigi-Camembert.

## Carriera
Passato professionista nel 1937 ottenne subito alcuni piazzamenti, come i podi nel Critérium des As e nel Circuito International e un terzo posto nella quattordicesima tappa del Tour de France.
Nel 1938 riuscì a salire sul podio finale di Parigi al Tour de France, ottenendo anche una vittoria in una corsa a tappe francese e piazzamenti come il decimo posto nel Grand Prix des Nations e il tredicesimo nella Parigi-Tours. Fece parte anche della nazionale ai campionati mondiali dove però si ritirò.
Con l'avvento della Seconda guerra mondiale le corse diminuirono ma comunque Cosson continuò a ottenere risultati, vincendo anche alcune corse, fra cui la Parigi-Camembert, e terminando terzo nel campionato nazionale di ciclocross.
Dopo la fine della guerrà tornò a correre, anche al Tour de France, ma senza più ottenere risultati. Si ritirò nel 1950.

## Palmarès

### Strada
- 1938

2ª tappa Ronde des Mosquetaires a Auch
- 1942

Classifica generale Quatre Jours de la Route du Dauphinois
- 1943

Parigi-Camembert

#### Altri successi
- 1937

Circuito di Montrouge
- 1946

Circuito di Saint-Junien

### Pista
- 1941

Americana 60km Lione-Tete d'Or (con Victor Pernac)
- 1942

Americana di Tolone (con Costes)
- 1945

Americana di Dijong (con Eloi Tassin)

### Ciclocross
- 1943

Challenge National Interclubs de Cyclocross a Suresnes (con l'ACBB: Guillier, Carapezzi, Talle, Chocque)
Challenge National Interclubs de Cyclocross a Saint-Cloud (con l'ACBB: Guillieret, Chocque)

## Piazzamenti

### Grandi Giri
- Tour de France

1937: 17º
1938: 3º
1939: 25º
1947: ritirato
- Vuelta a España

1942: ritirato

### Competizioni mondiali
- Campionati del mondo

Valkenburg 1938 - In linea: ritirato